# Nielsen (Familienname)
Nielsen ist ein Familienname.

## Herkunft und Bedeutung
Der Name Nielsen ist ein in Deutschland (Schleswig-Holstein) und Dänemark verbreiteter, patronymisch gebildeter Name mit der Bedeutung „Sohn des Niels“.

## Varianten
- Neilson
- Nielson, Nilson, Nilsson
- Nilssen, Nilsen

## Namensträger

### A
- Aage Nielsen (1873–1945), dänischer Marineleutnant
- Agnes Nielsen (1894–1967), deutsche Politikerin (KPD)
- Agnethe Nielsen (1925–2011), grönländische Politikerin (Atassut) und Frauenrechtlerin
- Alex Nielsen (* 1967), dänischer Fußballspieler
- Allan Nielsen (* 1971), dänischer Fußballspieler und -trainer
- Amaldus Nielsen (1838–1932), norwegischer Maler
- Anders Nielsen (Politiker) (1862–1914), dänischer  Politiker
- Anders Nielsen (Badminton) (* um 1965), dänischer Badmintonspieler
- Anders Nielsen (Fußballspieler, 1970) (* 1970), dänischer Fußballspieler
- Anders Nielsen (Fußballspieler, 1972) (* 1972), dänischer Fußballspieler
- Anders Nielsen (Fußballspieler, 1986) (* 1986), dänischer Fußballspieler
- Anders Dahl-Nielsen (* 1951), dänischer Handballspieler, -trainer und -funktionär
- Anders Peter Nielsen (1867–1950), dänischer Sportschütze
- Anders Ward Nielsen (1967–2010), englischer Badmintonspieler
- Andreas Nielsen (Politiker, 1883) (1883–1958), deutscher Politiker (SPD)
- Andreas Nielsen (Offizier) (1899–1957), deutscher Generalleutnant
- Andreas Nielsen (Politiker, 1910) (1910–1993), grönländischer Landesrat
- Andreas Nielsen (E-Sportler) (* 1996), dänischer E-Sportler bekannt als „Cr1t-“
- Andreas P. Nielsen (1953–2011), dänischer Komponist
- Andrew Nielsen (* 1996), kanadischer Eishockeyspieler
- Anna Nielsen (Schauspielerin) (1803–1856), dänische Schauspielerin und Sängerin (Mezzosopran)
- Anna Nielsen (Sportschützin) (* 1998), dänische Sportschützin
- Anne Marie Carl-Nielsen (1863–1945), dänische Bildhauerin
- Annesofie Hartmann Nielsen (* 2000), dänische Diskuswerferin
- Anthon Wilhelm Nielsen (1909–1982), dänischer Kaufmann
- Arne Nielsen (* 1971), dänischer Schriftsteller
- Artur Nielsen (1895–1988), dänischer Mittel- und Langstreckenläufer
- Arthur C. Nielsen (1897–1980), US-amerikanischer Marketingforscher
- Arthur C. Nielsen Jr. (1919–2011), US-amerikanischer Marktforscher
- Asta Nielsen (1881–1972), dänische Schauspielerin
- Axel Nielsen (1880–1951), dänischer Nationalökonom
- Axel Nielsen (1899–1965), dänisch-norwegischer Schriftsteller, siehe Aksel Sandemose
- Axel Vilfrid Nielsen (1902–1970), dänischer Astronom

### B
- Barbara Nielsen (* 1949), niederländische Schauspielerin
- Bárður Nielsen (* 1972), färöischer Politiker des unionistischen Sambandsflokkurin
- Beate Nielsen (* 1966), deutsche Politikerin (CDU)
- Bengt Janus Nielsen (1921–1988), dänischer Schriftsteller, siehe Bengt Janus
- Benny Nielsen (Boxer) (1934–1994), dänischer Boxer
- Benny Nielsen (Fußballspieler) (* 1951), dänischer Fußballspieler
- Benny Nielsen (Schwimmer) (* 1966), dänischer Schwimmer
- Bent Vinn Nielsen (* 1951), dänischer Schriftsteller
- Bernd Nielsen (1943–2003), deutscher Handballspieler
- Bernd Nielsen-Stokkeby (1920–2008), deutscher Journalist
- Birthe Nielsen (1926–2010), dänische Sprinterin
- Bjørn Nielsen (1907–1949), dänischer Schachspieler
- Børge Nielsen (Turner) (1924–2017), dänischer Turner
- Børge Nielsen (Rennfahrer) (* 1948), dänischer Motorradrennfahrer
- Børge Raahauge Nielsen (1920–2010), dänischer Ruderer
- Børge Saxil Nielsen (1920–1977), dänischer Radrennfahrer
- Brian Nielsen (Boxer) (* 1965), dänischer Boxer
- Brian Nielsen (Fußballspieler) (* 1987), dänischer Fußballspieler
- Brian Steen Nielsen (* 1968), dänischer Fußballspieler
- Brigitte Nielsen (* 1963), dänische Schauspielerin
- Britta Nielsen (* 1954), dänische Beamtin

### C
- Camilla Nielsen (* 1972), dänische Malerin und Briefmarkenkünstlerin
- Carl Nielsen (Komponist) (1865–1931), dänischer Komponist und Dirigent
- Carl Nielsen (Ruderer) (1930–1991), dänischer Ruderer
- Carl Bergstrøm-Nielsen (* 1951), dänischer Komponist, Improvisationsmusiker und Musiktherapeut
- Carsten Nielsen (* 1955), dänischer Fußballspieler
- Carsten Tank-Nielsen (1877–1957), norwegischer Marineoffizier, zuletzt Konteradmiral
- Casper Nielsen (* 1994), dänischer Fußballspieler
- Casper Højer Nielsen (* 1994), dänischer Fußballspieler
- Cesare Nielsen (1898–1984), italienischer Vogelkundler
- Charlotte Nielsen-Mann (* 1958), dänische Fußballspielerin
- Chris Nielsen (Sängerin) (* 1955), kanadische Sängerin
- Chris Nielsen (Eishockeyspieler) (* 1980), kanadischer Eishockeyspieler
- Chris Nielsen (Basketballspieler) (* 1985), dänischer Basketballspieler
- Christian Nielsen (Segler, 1873) (Christian Søren Nielsen; 1873–1952), dänischer Segler
- Christian Nielsen (Segler, 1932) (Christian Antoine Marie Pierre Nielsen; * 1932), belgischer Segler
- Christian Nielsen (Fußballtrainer) (* 1974), dänischer Fußballtrainer
- Christian Nielsen (Orientierungsläufer) (* 1978), dänischer Orientierungsläufer
- Christian Nielsen (Skilangläufer) (* 1984), dänischer Skilangläufer
- Christian Nielsen (Ruderer) (* 1988), dänischer Ruderer
- Christiane Nielsen (1936–2007), deutsche Schauspielerin
- Christina Nielsen, Geburtsname von Christina Dahl (* 1965), dänische Jazzmusikerin
- Christina Nielsen (Rennfahrerin) (* 1992), dänische Automobilrennfahrerin
- Claudia Nielsen (* 1962), Schweizer Politikerin (SP)
- Claus Nielsen (Biologe) (1938–2024), dänischer Zoologe und Meeresbiologe
- Claus Nielsen (Fußballspieler) (Claus Illemann Nielsen; * 1964), dänischer Fußballspieler
- Claus Beck-Nielsen (* 1963; symbolisch beerdigt 2001), dänischer Schriftsteller, tritt mittlerweile als Madame Nielsen auf
- Connie Nielsen (* 1965), dänische Schauspielerin

### D
- Dagny Mette Nielsen (1909–1990), Geburtsname der dänischen Malerin, die hauptsächlich unter dem Namen Mette Schou bekannt war
- Daniel Nielsen (Eishockeyspieler, 1980) (Daniel Kofoed Nielsen; * 1980), dänischer Eishockeyspieler
- Daniel Nielsen (Eishockeyspieler, 1995) (Daniel H. Nielsen; * 1995), dänischer Eishockeyspieler
- Daniel Nielsen (Eishockeyspieler, 1998) (Daniel Bækhøj Nielsen; * 1998), dänischer Eishockeyspieler
- Denis Nielsen (* 1989), deutscher Springreiter
- Donald Nielsen Jr. (* 1951), US-amerikanischer Biathlet
- Donald R. Nielsen (* 1931), US-amerikanischer Hydrologe
- David Nielsen (* 1976), dänischer Fußballspieler und -trainer

### E
- Ebbe Schmidt Nielsen (1950–2001), dänischer Insektenkundler
- Eigil Nielsen (Paläontologe) (1910–1968), dänischer Paläontologe
- Eigil Nielsen (Fußballspieler, 1918) (1918–2000), dänischer Fußballspieler und Unternehmer
- Eigil Nielsen (Fußballspieler, 1948) (1948–2019), dänischer Fußballspieler
- Eli Nielsen (* 1992), färöischer Fußballspieler
- Elsa Nielsen (* 1974), isländische Badmintonspielerin
- Elsebeth Gerner Nielsen (* 1960), dänische Politikerin
- Emil Nielsen (* 1997), dänischer Handballspieler
- Erik Nielsen (1924–2008), kanadischer Politiker

### F
- Finn Nielsen (Landshøvding) (1913–1995), dänischer Landshøvding von Grönland
- Finn Nielsen (Schauspieler) (* 1937), dänischer Schauspieler
- Finn Nielsen (Fußballspieler) (* 1946), dänischer Fußballspieler
- Finn Nielsen (Leichtathlet) (* 1966), dänischer Leichtathlet
- Finn Reske-Nielsen (* 1950), dänischer Diplomat
- Finn Sivert Nielsen (* 1955), norwegischer Anthropologe
- Flemming Nielsen (Fußballspieler, 1934) (1934–2018), dänischer Fußballspieler
- Flemming Nielsen (Fußballspieler, 1954) (1954–2018), dänischer Fußballspieler
- Frans Nielsen (* 1984), dänischer Eishockeyspieler
- Frederic W. Nielsen (1903–1996), deutscher Schriftsteller, Rezitator, Übersetzer und Librettist
- Frederik Nielsen (Politiker) (1880–nach 1932), grönländischer Landesrat
- Frederik Nielsen (Schriftsteller) (1905–1991), grönländischer Schriftsteller, Übersetzer, Sprachwissenschaftler, Lehrer, Intendant und Landesrat
- Frederik Nielsen (Tennisspieler) (* 1983), dänischer Tennisspieler
- Frederik Hougaard Nielsen (* 1988), dänischer Basketballspieler
- Frederik Schou-Nielsen (* 1996), dänischer Sprinter
- Frida Sanggaard Nielsen (* 1998), dänische Ruderin
- Friedrich Carl Ferdinand Nielsen (Kaufmann, 1760) (1760–1812), deutscher Kaufmann
- Friedrich Carl Ferdinand Nielsen (Kaufmann, 1803) (1803–1882), deutscher Kaufmann, Gründer des Unternehmens Gebrüder Nielsen
- Frits Nielsen (* 1953), dänischer Eishockeyspieler und -trainer
- Frode Nielsen Dann (1892–1984), dänischer Maler, Kunstlehrer und Kunstkritiker

### G
- Gerhard Nielsen (1945–1970), dänischer Radrennfahrer
- Georg Nielsen, dänischer Radrennfahrer
- Ginger Helgeson-Nielsen (* 1968), US-amerikanische Tennisspielerin
- Gunnar Nielsen (Leichtathlet) (1928–1985), dänischer Leichtathlet
- Gunnar Nielsen (Fußballspieler) (* 1986), färöischer Fußballspieler
- Gunnar Guillermo Nielsen (* 1983), argentinischer Fußballspieler
- Gustav Lundholm Nielsen (* 1998), dänischer Sprinter
- Gustavo Nielsen (* 1962), argentinischer Schriftsteller

### H
- Hans Nielsen (Politiker) (* 1891), grönländischer Handelsverwalter und Landesrat
- Hans Nielsen (Boxer) (1899–1967), dänischer Boxer
- Hans Nielsen (1911–1965), deutscher Schauspieler
- Hans Nielsen (Komponist) (um 1580–nach 1626), dänischer Komponist und Lautenist
- Hans Nielsen (Bahnsportler) (* 1959), dänischer Speedwayfahrer
- Hans Christian Nielsen (Radsportler) (1916–2004), dänischer Radsportler
- Hans Christian Nielsen (Fußballspieler) (1928–1990), dänischer Fußballspieler
- Hans Edvard Nørregård-Nielsen (1945–2023), dänischer Journalist, Kunsthistoriker und Schriftsteller
- Hans Ove Nielsen, dänischer Badmintonspieler
- Harald Nielsen (Fußballspieler) (1941–2015), dänischer Fußballspieler
- Harald Christian Nielsen (1892–1977), dänischer Künstler
- Harald Herborg Nielsen (1903–1973), US-amerikanischer Physiker
- Harry Nielsen (* 1930), dänischer Ruderer
- Håvard Nielsen (* 1993), norwegischer Fußballspieler
- Helen Nielsen (1918–2002), US-amerikanische Schriftstellerin
- Helge Nielsen (1918–1991), dänischer Gewerkschaftsfunktionär und Politiker

- Helle Nielsen (Schauspielerin) (1946–2025), dänische Schauspielerin
- Helle Nielsen (Badminton) (* 1981), dänische Badmintonspielerin
- Helle Nielsen (Fußballspielerin) (* 1982), dänische Fußballspielerin
- Hendrik Nielsen (1942–2022), grönländischer Politiker (Siumut)
- Henrik Nielsen (Turner) (Henrik Meyer Nielsen; 1896–1973), norwegischer Turner
- Henrik Nielsen (Fußballspieler, 1965) (* 1965), dänischer Fußballspieler
- Henrik Nielsen (Fußballspieler, 1971) (* 1971), dänischer Fußballspieler
- Henrik Norre Nielsen, dänischer Basketballspieler
- Henrik Overgaard-Nielsen (* 1959), britisch-dänischer Zahnarzt und Politiker
- Henry Nielsen (Schauspieler) (1890–1967), dänischer Schauspieler
- Henry Nielsen (Leichtathlet) (1910–1958), dänischer Mittel- und Langstreckenläufer
- Henry Nielsen (Fußballspieler) (1913–1984), dänischer Fußballspieler
- Hergeir Nielsen (* 1949), färöischer Politiker (Tjóðveldisflokkurin)
- Holger Bech Nielsen (* 1941), dänischer Physiker
- Holger Louis Nielsen (1866–1955), dänischer Fechter, Sportschütze und Sportfunktionär
- Holger K. Nielsen (* 1950), dänischer Politiker

### I
- Ida Nielsen (Schauspielerin) (* 1996), dänische Schauspielerin
- Ida Kristine Nielsen (* 1975), dänische Bassistin, Songwriterin und Sängerin
- Imre Rietveld Nielsen (* um 1945), dänische Badmintonspielerin
- Inga Nielsen (1946–2008), dänische Sängerin (Sopran)
- Ingar Nielsen (1885–1963), norwegischer Segler
- Inge Nielsen (* 1950), dänische Klassische Archäologin
- Isabella Nielsen (* 1995), dänische Badmintonspielerin
- Ivan Nielsen (* 1956), dänischer Fußballspieler
- Ivik Nielsen (* 1998), grönländischer Tischtennisspieler

### J
- Jack Nielsen (Tennisspieler) (1896–1981), norwegischer Tennisspieler
- Jack Nielsen (Skirennläufer) (* 1923), norwegischer Skirennläufer
- Jacob Nielsen (Radsportler) (* 1978), dänischer Radrennfahrer
- Jacob Nielsen Kyrning († 1361), dänischer Geistlicher, Erzbischof von Lund
- Jakob Axel Nielsen (* 1967), dänischer Politiker
- Jaime Nielsen (* 1985), neuseeländische Radrennfahrerin
- Jakob Nielsen (Mathematiker) (1890–1959), dänischer Mathematiker
- Jakob Nielsen (Politiker) (1910–1985), grönländischer Politiker, Landesrat
- Jakob Nielsen (Schriftsteller) (* 1957), dänischer Schriftsteller, Redner und Berater
- Jan Højland Nielsen (1952–2024), dänischer Fußballspieler
- Jeff Nielsen (* 1971), US-amerikanischer Eishockeyspieler
- Jens Nielsen (Politiker) (1887–nach 1944), grönländischer Landesrat
- Jens Nielsen (Maler) (1891–1978), dänischer Maler
- Jens Nielsen (Motorsportler) (1918–2018), dänischer Motorsportler
- Jens Nielsen (Schriftsteller) (* 1966), Schweizer Schriftsteller und Schauspieler
- Jens Nielsen (Eishockeyspieler) (* 1969), dänischer Eishockeyspieler
- Jens Nielsen (Ruderer) (Jens Noll Nielsen; * 1990), dänischer Ruderer
- Jens Frederik Nielsen (* 1991), grönländischer Badmintonspieler
- Jerri Nielsen (1952–2009), US-amerikanische Ärztin
- Jesper Nielsen (* 1969), dänischer Unternehmer und Handballmäzen
- Jesper Nielsen (Handballspieler) (* 1989), schwedischer Handballspieler
- Jimmy Nielsen (* 1977), dänischer Fußballspieler
- Joachim Nielsen (Musiker) (Jokke; 1964–2000), norwegischer Rockmusiker
- Joachim Fischer Nielsen (* 1978), dänischer Badmintonspieler
- Joakim Våge Nielsen (* 1991), norwegischer Fußballspieler
- Jóanes Nielsen (* 1953), färöischer Schriftsteller
- Johan Nielsen (1835–1912), norwegischer Maler, siehe Johan Nielssen
- Johan Nielsen (Architekt) (1863–1952), dänischer Architekt
- Jóhan Nielsen (Fußballtrainer) (* 1940), färöischer Fußballtrainer
- Johan Nielsen (Eishockeyspieler) (* 1991), schwedischer Eishockeyspieler
- Johanne Schmidt-Nielsen (* 1984), dänische Politikerin
- Johannes Brøndum-Nielsen (1881–1977), dänischer Philologe
- John Nielsen (* 1956), dänischer Rennfahrer
- Johnny Nielsen (* 1941), dänischer Ringer
- Jon Nielsen (* 1988), deutscher Teqballspieler
- Jørgen Nielsen (* 1982), dänischer Fußballschiedsrichter, siehe Jørgen Burchardt
- Jørgen G. Nielsen (* 1932), dänischer Fischkundler
- Jørgen-Ole Nyboe Nielsen (1948–2016), dänischer Politiker (Demokraatit), Mitglied im grönländischen Parlament
- Jørn Nielsen (* 1960), dänischer Rocker und Schriftsteller
- Jørn Skov Nielsen (* 1960), dänischer Beamter
- Julius Nielsen (Politiker) (1848–1920), dänischer Händler und Politiker
- Julius Nielsen (Schachspieler) (1901–1981), dänischer Schachspieler
- Julius Nielsen (Fußballspieler) (* 2006), dänischer Fußballspieler
- Jürgen Nielsen-Sikora (* 1973), deutscher Historiker

### K
- Kai Nielsen (Bildhauer) (1882–1924), dänischer Bildhauer
- Kai Nielsen (Fußballspieler) (1910–1946), dänischer Fußballspieler
- Kai Nielsen (Philosoph) (1926–2021), US-amerikanischer Philosoph
- Kaja Kamp Nielsen (* 1994), dänische Handballspielerin
- Kari Nielsen (* 1959), norwegische Fußballspielerin
- Karl Nielsen, Geburtsname von Carl Theodor Dreyer (1889–1968), dänischer Filmregisseur und Drehbuchautor
- Karl Nielsen (Pfarrer) (1895–1979), dänischer Pfarrer, Schriftsteller und Journalist
- Karl Nielsen (Musiker) (1911–1983), dänischer Pianist und Trompeter
- Karl Martin Nielsen (1907–1987), dänischer Germanist und Skandinavist
- Karl Ove Nielsen (1920–1996), dänischer Physiker
- Karl Vilhelm Nielsen (* 1944), dänischer Sportfunktionär
- Karsten Nielsen (* 1973), dänischer Ruderer
- Kaspar Colling Nielsen (* 1974), dänischer Schriftsteller
- Kasper Nielsen (* 1975), dänischer Handballspieler
- Kay Nielsen (Illustrator) (1886–1957), dänischer Illustrator
- Kay Werner Nielsen (1921–2014), dänischer Radsportler
- Kent Nielsen (* 1961), dänischer Fußballtrainer
- Kim Nielsen (Schauspielerin), US-amerikanische Schauspielerin
- Kim Marius Nielsen (* 1986), dänischer Bahn- und Straßenradrennfahrer
- Kim Milton Nielsen (* 1960), dänischer Fußballschiedsrichter
- Kirk Nielsen (* 1973), US-amerikanischer Eishockeyspieler
- Kirstjen Nielsen (* 1972), US-amerikanische Politikerin
- Klaus Nielsen (* 1980), dänischer Radsportler
- Klaus Kynde Nielsen (* 1966), dänischer Radsportler
- Knud Nielsen (Politiker) (1928–2012), dänischer Politiker
- Knud Aage Nielsen (* um 1937), dänischer Badmintonspieler
- Knud-Erik Nielsen (* 1942), dänischer Tennisspieler
- Knud Axel Nielsen (1904–1994), dänischer Politiker
- Knut Schmidt-Nielsen (1915–2007), US-amerikanischer Biologe und Physiologe
- Kristian Nielsen (* 1985), dänischer Badmintonspieler
- Kristoffer Nielsen (* 1985), dänischer Radrennfahrer
- Kurt Nielsen (Fußballspieler) (1924–1986), dänischer Fußballspieler und -trainer
- Kurt Nielsen (Tennisspieler) (1930–2011), dänischer Tennisspieler
- Kurt Nielsen (Schauspieler), dänischer Schauspieler

### L
- Laila Nielsen (* 1980), schweizerische Film- und Theaterschauspielerin
- Lara Nielsen (* 1992), australische Hammerwerferin
- Lars Nielsen (Ruderer) (* 1960), dänischer Ruderer
- Lars Brian Nielsen (1970–2022), dänischer Radsportler und Sportfunktionär
- Lars-Erik Nielsen (* 1951), dänischer Unternehmer und Autorennfahrer
- Lasse Nielsen (1950–2024), dänischer Regisseur und Drehbuchautor
- Laurids Nielsen, eigentlicher Name von Laurentius Nicolai Norvegus (um 1540–1622), norwegischer Ordensgeistlicher
- Laviai Nielsen (* 1996), britische Sprinterin
- Lene Nielsen (* 1986), dänische Curlerin
- Lene x. Nielsen (* 1960), dänische Curlerin
- Leo Nielsen (1909–1968), dänischer Radrennfahrer
- Leslie Nielsen (1926–2010), kanadischer Schauspieler
- Lilli Nielsen (1926–2013), dänische Psychologin
- Lina Nielsen (* 1996), britische Sprinterin
- Lone Smidt Nielsen (* 1961), dänische Fußballspielerin
- Ludolf Nielsen (1876–1939), dänischer Komponist
- Lukas Nielsen (1884–1964), dänischer Turner
- Ludvig Nielsen (1906–2001), norwegischer Komponist und Organist
- Lykke Nielsen (1946–2006), dänische Schauspielerin und Drehbuchautorin

### M
- Madame Nielsen (* 1963), dänische Performerin, Schauspielerin, Sängerin und Autorin
- Mads Nielsen (Dichter) (1879–1958), dänischer Schriftsteller
- Mads Ø. Nielsen (* 1981), dänischer Handballspieler
- Magnus Cort Nielsen (* 1993), dänischer Radrennfahrer
- Maiken Nielsen (* 1965), deutsche Journalistin und Autorin
- Maj Nielsen (* 2002), deutsche Handballspielerin
- Maja Nielsen (* 1964), deutsche Schauspielerin und Autorin
- Maja Stage Nielsen (* 1988), dänische Triathletin
- Marianne Nielsen (* 1961), norwegische Schauspielerin
- Marie Nielsen (1875–1951), dänische Politikerin und Frauenrechtlerin
- Mark Nielsen (Tennisspieler)  (* 1977), neuseeländischer Tennisspieler
- Mark Nielsen (Eisschnellläufer) (* 1979), kanadischer Eisschnellläufer
- Mark Nielsen (Filmproduzent), US-amerikanischer Filmproduzent
- Marthin Hamlet Nielsen (* 1992), norwegischer Ringer
- Mathæus Nielsen (1897–1947), grönländischer Landesrat
- Mathias Nielsen (Fußballspieler, 1991) (Mathias Aaris Kragh Nielsen; * 1991), dänischer Fußballspieler
- Mathias Nielsen (Fußballspieler, 1997) (Mathias Lautrup Nielsen; * 1997), dänischer Fußballspieler
- Mathias Møller Nielsen (* 1994), dänischer Radrennfahrer
- Matthew Nielsen (* 1978), australischer Basketballspieler
- Matti Lund Nielsen (* 1988), dänischer Fußballspieler
- Max Nielsen (* 1963), dänischer Generalmajor
- Mette Lange-Nielsen (1929–1981), norwegische Schauspielerin
- Mette Nielsen (Fußballspielerin) (* 1964), dänische Fußballspielerin
- Mette Nielsen (Schwimmerin) (Mette Nørskov Nielsen; * 1975), dänische Schwimmerin
- Mette Nielsen (Badminton) (* 1982), dänische Badmintonspielerin
- Mia Nielsen (* 1987), dänische Badmintonspielerin
- Michael Nielsen (* 1974), australisch-amerikanischer Mathematiker und Physiker
- Micki Nielsen (* 1993), dänischer Boxer
- Mie Nielsen (Badminton) (* 1982), dänische Badmintonspielerin
- Mie Østergaard Nielsen (* 1996), dänische Schwimmerin
- Mike Nielsen (* 1961), irischer Jazz- und Improvisationsmusiker
- Mikkel Ankjær Nielsen (* 1994), dänischer Eishockeyspieler
- Mikkel Drud Nielsen (* 1991), dänischer Handballspieler
- Mikkel E.G. Nielsen (* 1973), dänischer Filmeditor
- Mikkel Ludwig Nielsen (* 2002), dänischer Fußballspieler
- Mikkel Marek Nielsen (* 1988), dänischer Leichtathlet
- Mikkel Skov Nielsen (* 1996), dänischer Floorballspieler
- Monica Nielsen (1937–2025), schwedische Schauspielerin und Sängerin
- Morten Nielsen (Dichter) (1922–1944), dänischer Dichter
- Morten Nielsen (Fußballspieler, 1971), dänischer Fußballspieler
- Morten Nielsen (Fußballspieler, 1982), dänischer Fußballspieler
- Morten Nielsen (Fußballspieler, 1990), dänischer Fußballspieler
- Morten Bøhme Nielsen (* 1974), dänischer Fußballspieler
- Morten Kurt Nielsen (* 1981), dänischer Fußballspieler

### N
- Nettie Nielsen (* 1964), dänische Badmintonspielerin
- Nick Nielsen (* 1975), grönländischer Politiker und Bergsteiger
- Nicki Bille Nielsen (* 1988), dänischer Fußballspieler
- Nicklas Nielsen (* 1997), dänischer Autorennfahrer
- Nicolaus Nielsen (1806–1883), deutscher Theologe
- Nicole Kiil-Nielsen (* 1949), französische Politikerin
- Niels Nielsen (Mathematiker) (1865–1931), dänischer Mathematiker
- Niels Nielsen (Segler) (1883–1961), norwegischer Segler
- Niels Nielsen (Geograph) (1893–1981), dänischer Geograph
- Niels Nielsen (Politiker) (1929–1999), grönländischer Politiker (Siumut)
- Niels Bye Nielsen (* 1972), dänischer Komponist
- Niels Erik Nielsen (1893–1974), dänischer Turner
- Niels Erik Nielsen (Autor) (1924–1993), dänischer Schriftsteller
- Niels Kristian Nielsen (1897–1972), dänischer Turner
- Niels Laurits Nielsen (1877–1946), dänischer Handelsverwalter und Maler
- Niels Turin Nielsen (1887–1964), dänischer Turner
- Nielsine Nielsen (1850–1916), dänische Ärztin und Frauenrechtlerin
- Nikolaj Nielsen (Künstler) (1923–2017), dänischer Maler und Grafiker
- Nikolaj Øris Nielsen (* 1986), dänischer Handballspieler
- Nils Nielsen (* 1971), dänischer Fußballtrainer
- Nive Nielsen (* 1979), grönländische Singer-Songwriterin und Schauspielerin

### O
- Olaf Nielsen (* 1935), dänischer Schauspieler
- Ole Nielsen (Politiker) (* 1921), grönländischer Handelsverwalter und Landesrat
- Ole Nielsen (Bogenschütze) (* 1965), dänischer Bogenschütze
- Ole Barndorff-Nielsen (1935–2022), dänischer Mathematiker
- Ole Steen Nielsen (1940–1979), dänischer Filmeditor
- Oluf Husted-Nielsen (1888–1972), dänischer Turner
- Ove Nielsen (Funktionär) († 1961), dänischer UN-Funktionär
- Ove Nielsen (Ruderer) (1924–2008), dänischer Ruderer
- Ove Bech Nielsen (1932–2016), dänischer Fußballspieler

### P
- Patrick Nielsen (* 1991), dänischer Boxer
- Pavia Nielsen (* 1936), grönländischer Politiker (Siumut)
- Per Nielsen (Sportschütze) (Per Christian Rasmus Nielsen; 1919–2008), dänischer Sportschütze
- Per Nielsen (Musiker) (* 1954), dänischer Trompeter
- Per Nielsen (Leichtathlet) (* 1959), dänischer Geher
- Per Nielsen (Ringer), dänischer Ringer
- Per Nielsen (Fußballspieler) (Per Lundgren Nielsen; * 1973), dänischer Fußballspieler und -trainer
- Per Kjærgaard Nielsen (* 1955), dänischer Segler
- Per Sofus Nielsen (1916–2000), norwegischer Badmintonspieler
- Per Tofte Nielsen (* 1960), dänischer Schauspieler und Komiker
- Peter Nielsen (Politiker, 1905) (1905–1987), grönländischer Landesrat
- Peter Nielsen (Politiker, 1910) (1910–1976), dänischer Politiker
- Peter Nielsen (Fußballspieler) (* 1968), dänischer Fußballspieler
- Peter Nielsen (Poolbillardspieler) (* 1973), dänischer Poolbillardspieler
- Peter Heine Nielsen (* 1973), dänischer Schachspieler
- Peter Meinert Nielsen (* 1966), dänischer Radsportler
- Philip Nielsen (* 1987), dänischer Radrennfahrer
- Pia Nielsen (* 1956), dänische Badmintonspielerin
- Poul Nielsen (1891–1962), dänischer Fußballspieler
- Poul Nielsen (Fußballspieler, 1895) (1895–1970), dänischer Fußballspieler
- Poul Erik Nielsen (* 1942), dänischer Ruderer
- Poul-Erik Nielsen (1931–2023), dänischer Badmintonspieler
- Poul Moll Nielsen (1930–1992), dänischer Hockeyspieler
- Poul Vagn Nielsen (1916–nach 1936), dänischer Badmintonspieler

### R
- Ragna Nielsen (1845–1924), norwegische Pädagogin, Schulleiterin, Publizistin, liberale Politikerin und Frauenrechtlerin
- Rasmus Nielsen (* 1983), dänischer Squashspieler
- Renata Nielsen (* 1966), polnisch-dänische Leichtathletin
- Riccardo Nielsen (1908–1982), italienischer Komponist und Musikwissenschaftler
- Richard Møller Nielsen (1937–2014), dänischer Fußballspieler und -trainer
- Robert Nielsen (Ringer) (1911–2001), dänischer Ringer
- Robert Haakon Nielsen (1917–2007), US-amerikanischer Schauspieler; siehe Barry Nelson
- Robert Nielsen (Journalist) (1922–2009), kanadischer Journalist
- Roy Nielsen (1916–1945), norwegischer Widerstandskämpfer

### S
- Sanna Nielsen (* 1984), schwedische Sängerin
- Sanne Troelsgaard Nielsen (* 1988), dänische Fußballspielerin
- Sherrill Nielsen (1942–2010), US-amerikanischer Sänger
- Simon Nielsen (* 1986), dänischer Eishockeytorwart
- Sivert Nielsen (1823–1904), norwegischer Politiker, Mitglied des Storting, Stortingspräsident
- Sofie Carsten Nielsen (* 1975), dänische Politikerin
- Sophus Nielsen (1888–1963), dänischer Fußballspieler
- Søren Nielsen (Filmproduzent) (1853–1922), dänischer Filmproduzent und Regisseur
- Søren Nielsen (Handelsverwalter) (1861–1932), dänischer Handelsverwalter
- Søren Nielsen (Badminton) (* 1942), dänischer Badmintonspieler
- Søren Nielsen (Molekularbiologe) (* 1962), dänischer Molekularbiologe
- Søren Nielsen (Fußballspieler, 1968) (* 1968), dänischer Fußballspieler
- Søren Nielsen (Eishockeyspieler, 1977) (* 1977), dänischer Eishockeyspieler
- Søren Nielsen (Fußballspieler, 1982) (* 1982), dänischer Fußballspieler
- Søren Nielsen (Fußballspieler, 1984) (* 1984), dänischer Fußballspieler
- Søren Nielsen (Eishockeyspieler, 1984) (* 1984), dänischer Eishockeyspieler
- Søren Nielsen (Eishockeyspieler, 1996) (* 1996), dänischer Eishockeyspieler
- Søren B. Nielsen (* 1970), dänischer Badmintonspieler
- Steven Nielsen (* 1996), dänischer American-Football-Spieler
- Stig Østergaard Nielsen (* 1954), dänischer Generalmajor
- Suzanne Nielsen (* 1970), dänische Triathletin
- Sverri Sandberg Nielsen (* 1993), dänischer Ruderer

### T
- Tage Nielsen (Komponist) (1929–2003), dänischer Komponist
- Tage Nielsen (Badminton) (* um 1940), dänischer Badmintonspieler
- Tage Nielsen (Radsportler) (* um 1950), dänischer Radsportler
- Tage Nielsen (Boxer) (* 1963), dänischer Boxer
- Tage Marius Nielsen (1916–1945), dänischer Widerstandskämpfer
- Tage Verner Gyldenløve Nielsen (1909–1983), dänischer Offizier
- Tage Vorsaa Nielsen (1905–1944), dänischer Widerstandskämpfer
- Theresa Nielsen (* 1986), dänische Fußballspielerin, siehe Theresa Eslund
- Thomas Buus Nielsen (* 1976), dänischer Fußballspieler
- Thor Nielsen (* 1959), dänischer Kanute
- Tommy Nielsen (* 1967), dänischer Radrennfahrer
- Torben Nielsen (* 1945), dänischer Fußballspieler und -trainer
- Toril Hoch-Nielsen (* 1966), norwegische Fußballspielerin
- Torkil Nielsen (* 1964), färöischer Fußball- und Schachspieler
- Tove Nielsen (Schwimmerin) (1917–2002), dänische Schwimmerin
- Tove Nielsen (Politikerin) (* 1941), dänische Politikerin
- Trine Nielsen (* 1980), dänische Handballspielerin
- Tryggvi Nielsen (* 1976), isländischer Badmintonspieler
- Trygve Lange-Nielsen († 2014), norwegischer Jurist

### U
- Uwe Nielsen (* 1943), deutscher Autor und Regisseur für Funk, Fernsehen und Theater

### V
- Valdemar Nielsen (Radsportler) (1879–1954), dänischer Radsportler
- Valdemar Christoffer Nielsen (1893–1972), dänischer Radsportler
- Valdemar Nielsen Jelstrup (1897–1986), dänischer Landwirt und Schriftsteller
- Valdemar Nielsen Vestmark (1897–1986), dänischer Landwirt und Schriftsteller
- Viktorija Čmilytė-Nielsen (* 1983), litauische Schachspielerin
- Villads Nielsen (* 2005), dänischer Fußballspieler
- Ville Jais Nielsen (1886–1949), dänische Malerin
- Volker Nielsen (* 1964), deutscher Politiker (CDU)

### W
- Waldemar Nielsen (1917–2005), US-amerikanischer Soziologe
- Wolfgang Nielsen (* 1950), deutscher Geschäftsführer einer Hilfsorganisation
- William Jøhnk Juel Nielsen (* 1997), dänischer Schauspieler
- Willum Nielsen, dänischer Radrennfahrer
- Wilma Nielsen (* 2001), schwedische Leichtathletin

### Y
- Yngvar Nielsen (1843–1916), norwegischer Historiker, Geograf und Politiker